# Alexei Alexejewitsch Morosow
Alexei Alexejewitsch Morosow (russisch Алексей Алексеевич Морозов; * 16. Februar 1977 in Moskau, Russische SFSR) ist ein ehemaliger russischer Eishockeyspieler (rechter Flügelspieler). Im Laufe seiner Karriere spielte er sieben Jahre für die Pittsburgh Penguins in der National Hockey League sowie für Krylja Sowetow Moskau, Ak Bars Kasan und HK ZSKA Moskau in der russischen Superliga respektive  Kontinentalen Hockey-Liga. Er gewann mehrfach die russische Meisterschaft sowie fünf Medaillen bei Eishockey-Weltmeisterschaften. 1998 gewann er mit der Sbornaja die Silbermedaille bei den Olympischen Winterspielen. Seine Cousine Nadeschda Morosowa ist ebenfalls russische Nationalspielerin.

## Karriere

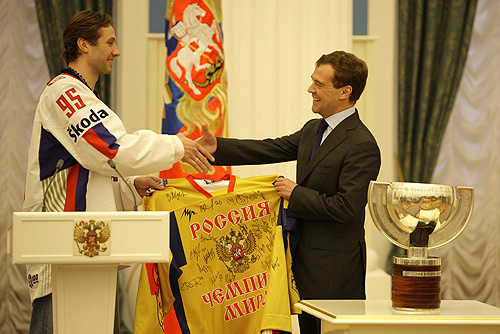
Morosow (links) mit dem russischen Präsidenten Dmitri Medwedew

Alexei Morosow begann seine Karriere als Eishockeyspieler in seiner Heimatstadt im Nachwuchsbereich von Krylja Sowetow Moskau, für dessen Profimannschaft er von 1993 bis 1997 in der höchsten russischen Spielklasse aktiv war. In der Saison 1994/95 gehörte der Stürmer auch zur Delegation Kryljas, die unter dem Namen Soviet Wings Freundschaftsspiele gegen Teams der nordamerikanischen International Hockey League bestritt. Im NHL Entry Draft 1995 wurde der Flügelspieler in der ersten Runde als insgesamt 24. Spieler von den Pittsburgh Penguins ausgewählt, für die er von 1997 bis 2004 insgesamt sieben Jahre lang in der National Hockey League auf dem Eis stand. Zudem wurde er beim CHL Import Draft 1996 in der zweiten Runde von den Regina Pats als insgesamt 65. Spieler gezogen, diese kamen wegen der Rechte der Penguins jedoch nicht zum Zuge. 2004 kehrte er in seine russische Heimat zurück, wo er einen Vertrag bei Ak Bars Kasan in der Superliga erhielt.
Mit Kasan wurde der Linksschütze in der Saison 2005/06 erstmals russischer Meister. An diesem Erfolg hatte er als Topscorer und bester Torschütze der Hauptrunde sowie Topscorer, bester Torschütze und Vorlagengeber der Playoffs maßgeblichen Anteil. Nach der Vize-Meisterschaft 2007 gewann er in der Saison 2008/09, der neu gegründeten Kontinentalen Hockey-Liga, den Gagarin-Pokal mit Kasan. Mit Ak Bars gewann der Olympiateilnehmer von 1998 zudem auf europäischer Ebene 2007 den IIHF European Champions Cup. Als wertvollster Spieler, bester Stürmer, Topscorer und bester Vorlagengeber des Turniers war er erneut maßgeblich am Titelgewinn beteiligt. Im folgenden Jahr gewann der ehemalige NHL-Spieler mit Kasan den IIHF Continental Cup. Zuletzt konnte er in der Saison 2009/10 mit Kasan erneut den Gagarin-Pokal gewinnen.
Im Mai 2013 verließ er genauso wie Danis Saripow, mit dem er über viele Jahre in einer Reihe gespielt hatte, den Verein. Morosow erhielt beim HK ZSKA Moskau einen Zweijahresvertrag. Für den ZSKA sammelte er 23 Scorerpunkte in 42 Saisonpartien, ehe sein Vertrag im Juli 2014 vorzeitig aufgelöst wurde.

### International

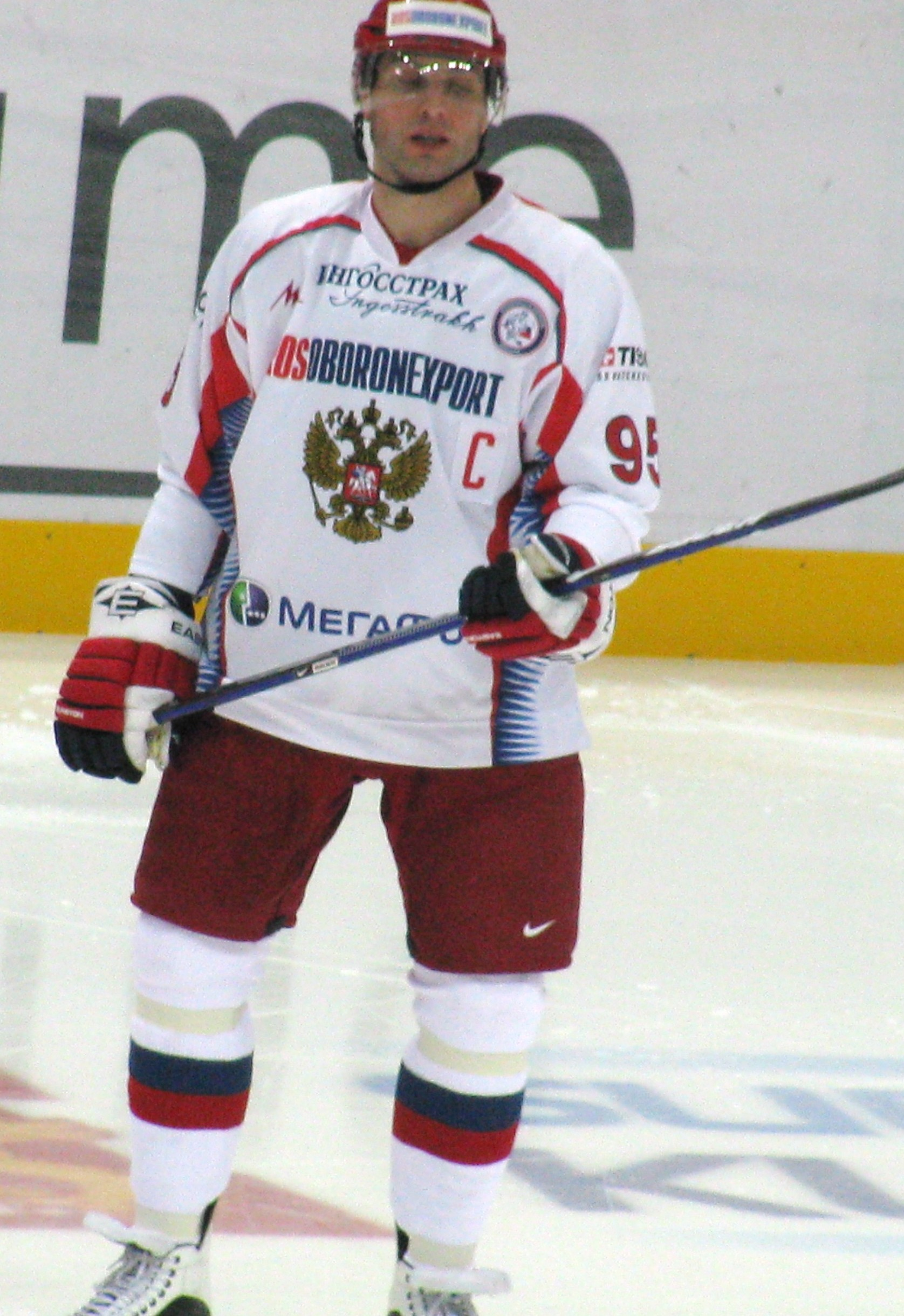
Morosow im Trikot des russischen Nationalteams

Für Russland nahm Morosow an der U18-Junioren-Europameisterschaft 1995, den Junioren-Weltmeisterschaften 1996 und 1997 sowie den A-Weltmeisterschaften 1997, 1998, 2004, 2007, 2008, 2009 und 2011 teil. Dabei wurde er 2008 und 2009 Weltmeister. Des Weiteren stand er im Aufgebot Russlands bei den Olympischen Winterspielen 1998 in Nagano, als die Russen die Silbermedaille gewannen.

## Erfolge und Auszeichnungen

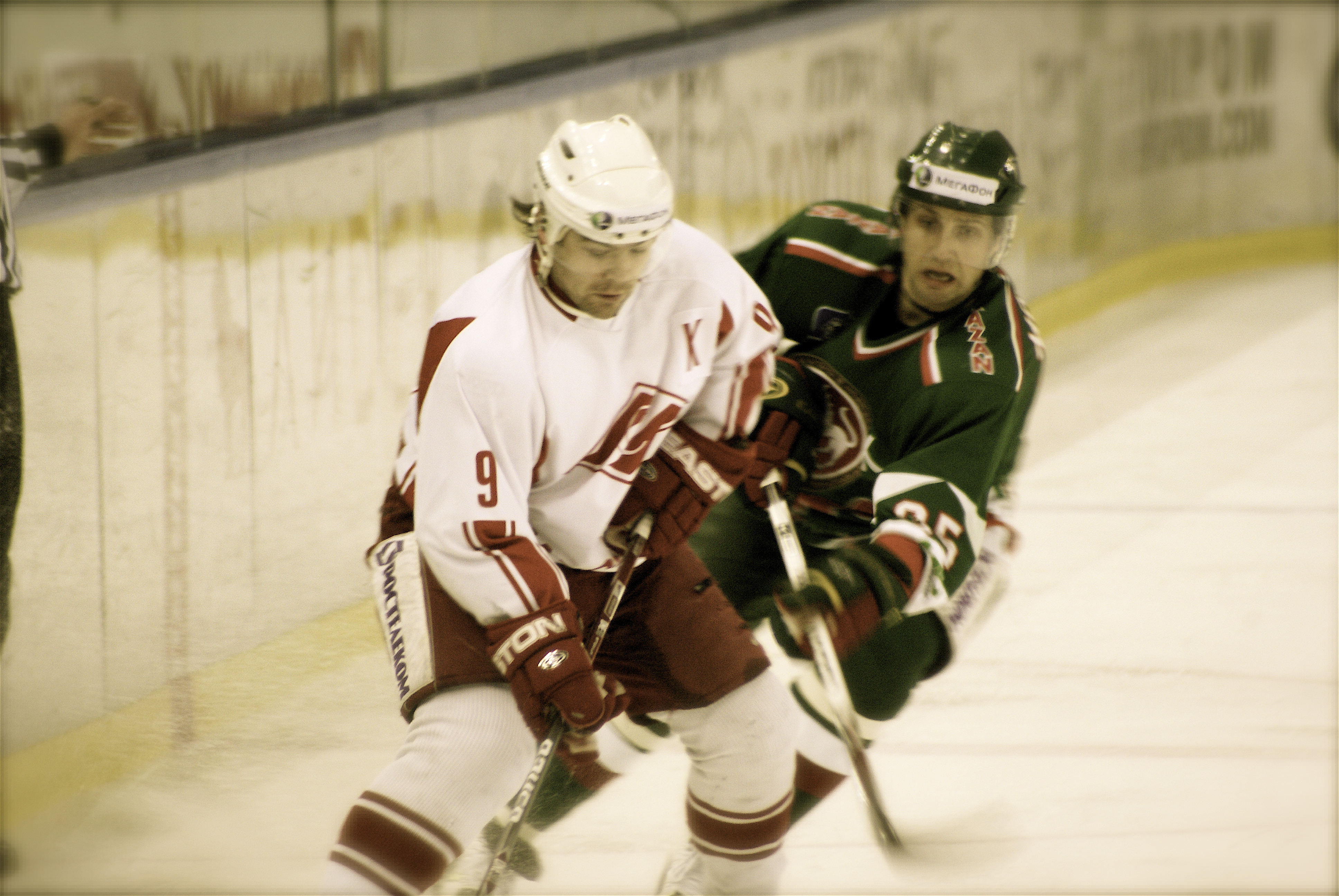
Morosow (rechts) im Zweikampf mit Maxim Rybin, Februar 2008

| - 1995 Rookie des Jahres der Superliga - 1998 NHL All-Rookie Team - 2006 Russischer Meister mit Ak Bars Kasan - 2006 Bester Torschütze der Superliga-Hauptrunde - 2006 Wertvollster Spieler der Superliga - 2006 Topscorer der Superliga-Playoffs - 2006 Bester Torschütze der Superliga-Playoffs - 2006 Bester Vorlagengeber der Superliga-Playoffs - 2007 IIHF-European-Champions-Cup-Gewinn mit Ak Bars Kasan - 2007 Wertvollster Spieler des IIHF European Champions Cup - 2007 Bester Stürmer des IIHF European Champions Cup - 2007 Topscorer des IIHF European Champions Cup - 2007 Bester Vorlagengeber des IIHF European Champions Cup | - 2007 Russischer Vizemeister mit Ak Bars Kasan - 2007 Torschützenkönig und Topscorer der Superliga - 2008 IIHF-Continental-Cup-Gewinn mit Ak Bars Kasan - 2009 KHL All-Star Game - 2009 Gagarin-Pokal-Gewinn mit Ak Bars Kasan - 2009 Wertvollster Spieler der KHL-Playoffs - 2009 Topscorer der KHL-Playoffs - 2009 Bester Vorlagengeber der KHL-Playoffs - 2010 KHL All-Star Game - 2010 Gagarin-Pokal-Gewinn mit Ak Bars Kasan - 2011 KHL All-Star Game - 2011 Beste Plus/Minus-Bilanz der KHL - 2013 KHL All-Star Game |

### International
| - 1995 All-Star-Team der U18-Junioren-Europameisterschaft - 1996 Bronzemedaille bei der Junioren-Weltmeisterschaft - 1996 All-Star-Team der Junioren-Weltmeisterschaft - 1997 Bronzemedaille bei der Junioren-Weltmeisterschaft - 1997 Bester Stürmer der Junioren-Weltmeisterschaft - 1998 Silbermedaille bei den Olympischen Winterspielen | - 2007 Bronzemedaille bei der Weltmeisterschaft - 2007 Bester Stürmer der Weltmeisterschaft - 2007 Topscorer der Weltmeisterschaft - 2007 All-Star-Team der Weltmeisterschaft - 2008 Goldmedaille bei der Weltmeisterschaft - 2009 Goldmedaille bei der Weltmeisterschaft |

## Karrierestatistik

### International
(Legende zur Spielerstatistik: Sp oder GP = absolvierte Spiele; T oder G = erzielte Tore; V oder A = erzielte Assists; Pkt oder Pts = erzielte Scorerpunkte; SM oder PIM = erhaltene Strafminuten; +/− = Plus/Minus-Bilanz; PP = erzielte Überzahltore; SH = erzielte Unterzahltore; GW = erzielte Siegtore; 1 Play-downs/Relegation; Kursiv: Statistik nicht vollständig)

## Trivia
In dem im Jahr 2000 erschienenem Film Bruder 2 hat Morosow einen Cameo-Auftritt.